# Abdullah al-Khateeb (Menschenrechtler)
1. WEITERLEITUNG Abdullah al-Khateeb (Menschenrechtsaktivist)